# Acanthagrion hildegarda
Acanthagrion hildegarda – gatunek ważki z rodziny łątkowatych (Coenagrionidae). Występuje w Ameryce Południowej.